# ProQuest
ProQuest有限責任公司（英語：ProQuest LLC）是一家位于美國密歇根州安娜堡的全球性資訊内容和技術企業，由尤金·鮑爾於1938年以「大學微縮膠捲」（University Microfilms）之名建立。該公司業務範圍包涵為圖書館提供解決方案、應用程式、及其它產品 。其所擁有的資源與工具旨在為研究和學習、出版與傳播、及圖書館藏書購置、管理與探索等各方面提供支持。
自創始之初，ProQuest從一家微縮膠卷生產商演變成了電子出版商，而後又通過多次併購逐漸擴大業務。時至今日，其提供的文獻管理軟件及平臺使得圖書館用戶能夠探索、慣例、使用與分享權威内容中獲取的研究 。ProQuest所擁有的包括論文、電子書、報紙、期刊、史料、政府與文化檔案及聚合數據庫在内的全部資料總計約達1250億電子頁，這些内容通常由圖書館网关訪問居多。公司屬於美國劍橋資訊集團的一部分，現任首席執行長為庫爾特·P·桑福德（Kurt P. Sanford）。